# تل كزل

تل كزل - مدينة سيميرا يقع تل كزل الذي يضم مدينة سيميرا الأثرية في محافظة طرطوس في سوريا 

## ذكر المدينة في الأرشيف
وقد ورد ذكر المدينة في حملات تغلات بيلاصر الثالث، وفي كتب اليونان القدماء مما يوحي بأن هذه المدينة كانت قائمة في المنطقة الواقعة جنوب مدينة عمريت / ماراتوس القديمة من منطقة نهر الكبير الجنوبي على الساحل السوري وقد ذكرت مدينة سيميرا في مراسلات تل العمارنة المصرية وكذلك ذكرت كذلك في التوراة.

## التنقيبات
خلال أعمال التنقيب للبعثات الأثرية السورية والأجنبية في المواقع والتلال الأثرية في محافظة طرطوس حدد علماء الآثار موقع مدينة سيميرا في تل كزل وهي المنطقة المشار إليها في الوثائق القديمة.

## مدينة سيميرا

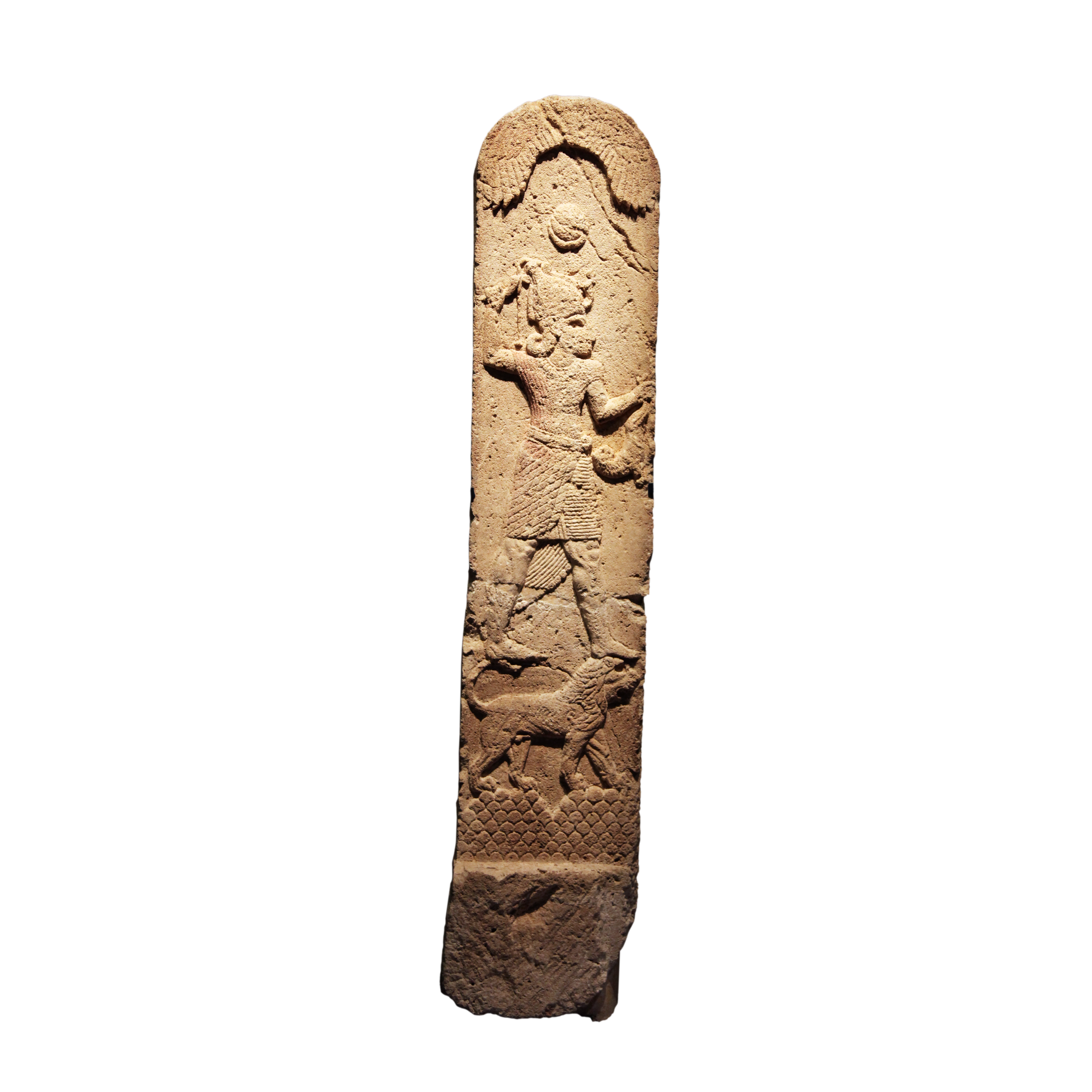
شاهدة شادرافا التي عثر عليها في تل كزل

موقع مدينة سيميرا هو مرتفع يتميز بكبره واتساعه، يسمى حاليًا تل الكزل الواقع على الشاطئ الأيمن لنهر الأبرش، ويقع على بعد 3.5 كيلومترًا من مصبه. يمتاز هذا التل بالاتساع والارتفاع، أطرافه قائمة وشديدة الانحدار مما يشير إلى وجود سور كان حوله. شكله بيضاوي يرتفع عن السهل المجاور 25مترًا تقريبا، ويبعد عن مدينة طرطوس 28 كم، وكما يقول استرابون: كانت سيميرا آخر ممتلكات مملكة أرواد السورية إلى الجنوب من الساحل السوري.